# Косимов, Жамшид Нортожиевич
Жамшид Нортожиевич Косимов (узб. Jamshid Nortojiyevich Qosimov; род. 10 января 1987 года, Кашкадарьинская область,Узбекская ССР, СССР) — узбекский финансист и политический деятель. Депутат Законодательной палаты Олий Мажлиса Республики Узбекистан IV созыва, член Демократической партии «Миллий тикланиш».

## Биография
Жамшид родился 10 января 1987 года в Кашкадарьинской области. Окончил Ташкентский финансовый институт.
В 2020 году избран депутатом Законодательной палаты Олий Мажлиса Узбекистана и вошёл в комитет по бюджету и экономическим реформам.